# Gotō

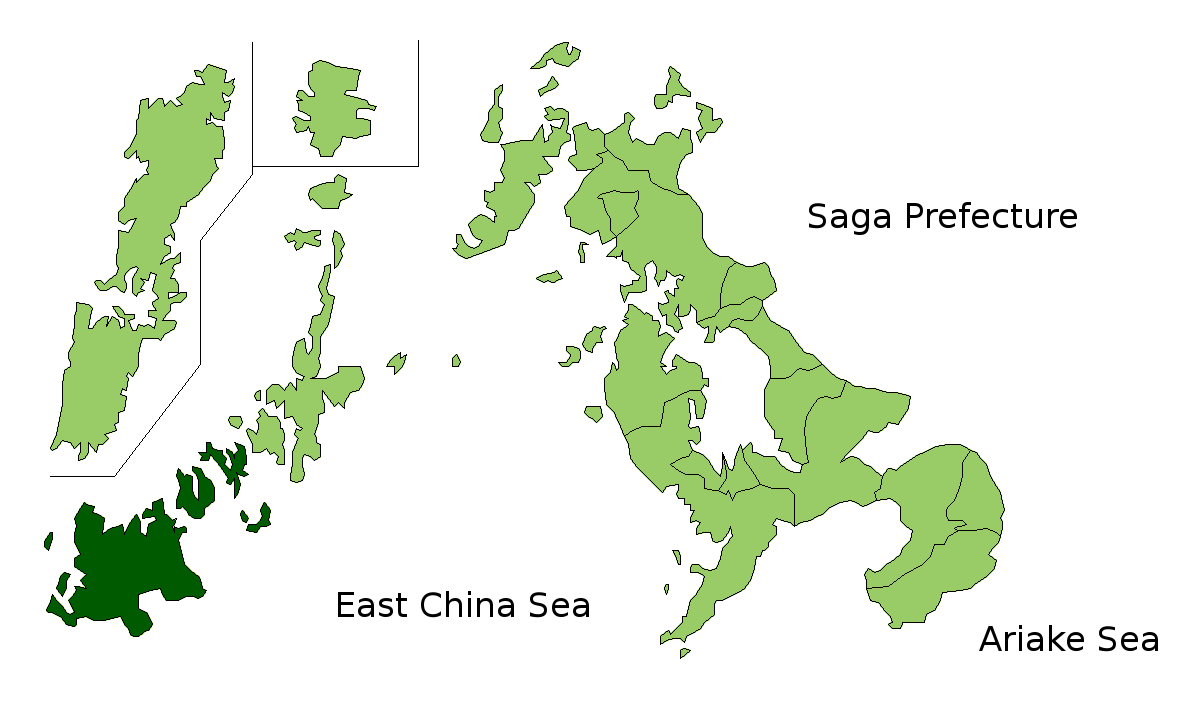

Gotō (五島市 Gotō-shi?) este un municipiu din Japonia, prefectura Nagasaki.